# Technos Japan Corporation
La Technos Japan Corporation (テクノスジャパン?) è stata una software house giapponese di videogiochi, con una sussidiaria americana (la American Technos Inc.). I suoi giochi più conosciuti sono stati la serie Kunio-kun (della quale fanno parte Renegade e River City Ransom) e Double Dragon.

## Storia
La Technos è stata fondata nel 1981 da tre ex dipendenti della ora defunta compagnia Data East, tra cui Kunio Taki, da cui la serie Kunio-Kun prendeva nome. Al momento della sua fondazione gli uffici consistevano in una singola stanza d'appartamento.
I primi giochi della Technos Japan Corporation come Tag Team Wrestling, Karate Champ e Acrobatic Dog-Fight sono stati pubblicati dalla stessa Data East. Nel 1987, la Technos Japan Corporation ha iniziato la celebre serie di videogiochi arcade Double Dragon, distribuiti negli Stati Uniti dalla Taito; nello stesso anno la Technos produsse Super Dodge Ball, un gioco di palla schivata. In seguito al successo di questo titolo, la compagnia fu in grado di trasferirsi dall'appartamento originario ad un proprio edificio. Il successo di Double Dragon negli Stati Uniti garantì alla compagnia notorietà nel mercato occidentale dei videogiochi, portando alla formazione della sussidiaria americana, la American Technos.
I cattivi risultati delle versioni Neo-Geo di Double Dragon e di Voltage Fighter Gowcaizer furono la causa del declino della ditta. Super Dodgeball per il Neo Geo fu l'ultimo gioco prodotto. Nel 1996, la Technos Japan Corporation dichiarò bancarotta.
Pochi anni dopo le proprietà della ditta furono acquistate dalla Million Corp., una compagnia fondata da ex dipendenti della Technos Japan (incluso il presidente Kunio Taki). 

Da allora sono stati prodotti remake in versione migliorata dei loro prodotti più significativi.

## Lista di videogiochi per piattaforma
Nota: tutti i giochi sono ordinati secondo il titolo originale e la data di uscita in Giappone; sono inoltre esclusi le conversioni di titoli concessi in licenza ad altre compagnie (come la versione per Master System di Double Dragon) e i titoli della Million, l'azienda che detiene i diritti d'autore della Technos.

### Arcade
- Minky Monkey: 1983
- Zeroize: 1983
- Eggs (originale: Scrambled Egg): 9/1983
- Dommy: 1983
- Tag Team Wrestling (originale: The Big Pro-Wrestling!): 12/1983
- Acrobatic Dog-Fight (originale: Dog-Fight: Batten O'Hara no Sucharaka Kuuchuu-sen): 1984
- Karate Champ: 9/1984
- Karate Champ: Player vs. Player: 1984
- Shusse Ōzumō: 1984
- Twin Lever: 1984
- Mysterious Stones: 11/1984
- Bogey Manor: 1985
- Mat Mania (Japanese: Exciting Hour): 1985
- Suchiyarach: 1985
- Mania Challenge: 1986
- Battle Lane Vol. 5: 1986
- Renegade (originale: Nekketsu Kōha Kunio-kun): 5/1986
- Xain'd Sleena (titolo americano: Solar Warrior; titolo europeo: Soldier of Light): 1986
- Double Dragon: 8/1987
- Super Dodge Ball (originale: Nekketsu KōKō Dodgeball Bu): 11/1987
- China Gate (originale: Sai Yu Gou Ma Roku): 3/1988
- Double Dragon II: The Revenge: 6/1988
- U.S. Championship V'Ball: 12/1988
- WWF Superstars: 7/1989
- Block Out: 10/1989
- The Combatribes: 6/1990
- Double Dragon 3: The Rosetta Stone (sviluppato da Data East Technology): 11/1990
- WWF WrestleFest: 7/1991
- Shadow Force: 1993

### NES/Famicom
- Renegade (originale: Nekketsu Kōha Kunio-kun): 4/17/1987
- Double Dragon: 4/8/1988
- Super Dodge Ball (originale: Nekketsu KōKō Dodgeball Bu): 7/26/1988
- River City Ransom (originale: Downtown Nekketsu Monogatari; PAL version: Street Gangs): 4/25/1989
- Super Spike V'Ball (originale: U.S. Championship V'Ball): 11/10/1989
- Double Dragon II: The Revenge: 12/22/1989
- Nintendo World Cup (originale: Nekketsu KōKō Dodgeball Bu Soccer Hen): 5/18/1990
- Downtown Nekketsu Kōshinkyoku Soreyuku Daiundōkai: 10/12/1990
- Double Dragon III: The Sacred Stones (originale: Double Dragon III: The Rosetta Stone): 2/22/1991
- Sugoro Quest: 6/28/1991
- Downtown Special: Kunio-kun no Jidaigeki dayo Zen'in Shūgō: 7/26/1991
- Ike Ike! Nekketsu Hockey Bu: Subette Koronde Dairantō (annunciato ma mai commercializzato in occidente): 2/7/1992
- Crash 'n the Boys: Street Challenge (originale: Bikkuri Nekketsu Shinkiroku: Harukanaru Kin Medal): 6/26/1992
- Nekketsu Kakutō Densetsu: 12/23/1992
- Kunio-kun no Nekketsu Soccer League: 4/23/1993
- Nekketsu! Street Basket: Ganbare Dunk Heroes: 12/17/1993

### Game Boy
- Double Dragon: 7/20/1990
- Double Dragon II (originale: Nekketsu Kōha Kunio-kun: Bangai Rantō Hen) 12/7/1990
- Nintendo World Cup (originale: Nekketsu Kōkō Soccer Bu: World Cup Hen): 4/26/1991
- Nekketsu Kōkō Dodgeball Bu: Kyōteki! Dodge Soldier no Maki (versione Game Boy di Super Dodge Ball, solo Giappone): 11/8/1991
- Downtown Nekketsu Kōshinkyoku: Dokodemo Daiundōkai: 7/24/1992
- Bikkuri Nekketsu Shinkiroku: Dokodemo Kin Medal: 7/16/1993
- Downtown Special: Kunio-kun no Jidaigeki dayo Zen'in Shūgō: 12/22/1993
- Taiyō no Tenshi Marlowe: Ohana Batake no Dai Panic!: 5/27/1994
- Nekketsu! Beach Volley dayo: Kunio-kun: 7/29/1994

### Super NES/Super Famicom
- Shodai Nekketsu Kōha Kunio-kun: 8/7/1992
- Super Double Dragon (originale: Return of Double Dragon): 10/16/1992
- The Combatribes: 12/23/1992
- Kunio-kun no Dodgeball dayo Zen'in Shūgō: 8/6/1993
- Downtown Nekketsu Baseball Challenge: 12/17/1993
- Shin Nekketsu Kōha: Kunio-tachi no Banka (sviluppata da Almanic): 4/29/1994
- Kunio no Oden: 5/27/1994
- Popeye: Ijiwaru Sea Hag no Maki: 8/12/1994
- Funaki Masakatsu no Hybrid Wrestler: Tōgi Denshō: 10/21/1994
- Sugoro Quest ++: Dicenics: 12/9/1994
- Dun Quest: Mashin Fūin no Densetsu: 7/21/1995

### Game Gear
- Popeye: Beach Volley: 8/12/1994

### PlayStation
- Geom Cube: 12/22/1994

### Neo-Geo
- Double Dragon: 2/1995
- Voltage Fighter Gowcaizer (originale: Chōjin Gakuen Gowcaizer): 9/1995
- Super Dodge Ball (originale: Kunio no Nekketsu Dodgeball Densetsu; pubblicato solo come arcade): 1996